# 松尾衡
松尾衡（日语：／ Matsuo Kō，1968年7月13日—），日本男性動畫師、動畫演出家、動畫導演。出身於岐阜縣。AB型血。現為自由身，但曾經在MADHOUSE工作過一段時間。他也因在擔任導演時使用拍攝前配樂而聞名 ，這在日本動畫中很少見。

## 參加作品

### 電視動畫
1994年
- 魔天戰神（分鏡、演出）

1998年
- 危險調查員（分鏡、演出）
- 槍神Trigun（分鏡、演出）
- 炸彈人 彈珠人爆外傳（分鏡、演出）

1999年
- 頭文字D Second Stage（分鏡）

2000年
- 庫洛魔法使（分鏡）
- 向陽之樹（分鏡）
- 第一神拳（分鏡）

2001年
- 銀河天使（分鏡、演出）
- X（演出）

2002年
- 迷糊天使（分鏡、演出）
- 禁獵魔女（分鏡）
- 水瓶戰記 Sign for Evolution（分鏡、演出）

2003年
- 機動戰士鋼彈SEED（分鏡、演出）
- STRATOS 4（日语：ストラトス・フォー）（分鏡）
- TEXHNOLYZE（日语：TEXHNOLYZE）（分鏡、演出）
- 銃墓（分鏡、演出）

2004年
- 薔薇少女 (2004年版)（導演、分鏡、演出）

2005年
- 機獸創世紀（分鏡）
- 薔薇少女 彷如夢境（導演、分鏡、演出）

2006年
- 死亡代理人（分鏡）
- 小心啊公主（OP分鏡&演出）
- ZEGAPAIN（分鏡）
- 血色花園（導演、分鏡、演出、配音（飾 兄弟B、衡老師））
- 薔薇少女 序曲（導演、分鏡、演出）

2007年
- sola（分鏡）
- 偶像大師 XENOGLOSSIA（分鏡）
- 機動戰士鋼彈00（分鏡）

2008年
- 紅（導演、劇本統籌、編劇、音響監督、分鏡、演出、廣告出演）
- 夜櫻四重奏（導演[1]、分鏡、演出）

2009年
- 神曲奏界 crimson S（分鏡）
- 銀魂（—2010年，分鏡、演出）
- 奇蹟少女KOBATO.（分鏡）

2010年
- 無頭騎士異聞錄 DuRaRaRa!!（分鏡）
- 屍鬼（分鏡）

2011年
- GOSICK（分鏡）
- Sacred Seven（分鏡）
- 天才黃金腦 ～神之謎（分鏡）

2012年
- 坂道上的阿波羅（分鏡）
- 夏雪之約（導演[2]、編劇、分鏡、演出、ED分鏡&演出

2013年
- 失憶症（分鏡）
- 革命機Valvrave（導演[3]、編劇、分鏡、演出、ED分鏡&演出）

2014年
- Soul Eater Not！（分鏡）
- 月刊少女野崎同學（音響監督）
- 東京殘響（分鏡）
- 鋼彈G之復國運動（分鏡、演出、OP1演出、OP2演出）
- 火星異種（分鏡）

2015年
- 與魔共舞（分鏡）
- 流浪神差 ARAGOTO（分鏡）

2016年
- 最終騎士（分鏡）
- 我的英雄學院（分鏡）
- Concrete Revolutio ～超人幻想～ THE LAST SONG（分鏡）
- orange橘色奇蹟（分鏡）

2017年
- 血界戰線 & BEYOND（分鏡）
- 牙狼〈GARO〉-VANISHING LINE-（日语：牙狼〈GARO〉 -VANISHING LINE-）（分鏡）

2018年
- 牙鬥獸娘（分鏡）
- BASILISK ～櫻花忍法帖～（分鏡）
- 飛龍女孩（分鏡）
- 付喪神出租中（分鏡）
- BANANA FISH（分鏡）

2019年
- 多羅羅 (2019年版)（分鏡）
- 卡羅爾與星期二（分鏡）

2020年
- LISTENERS 聆聽者（分鏡）

2021年
- 半妖的夜叉姬（分鏡）
- 如果這叫愛情感覺會很噁心（分鏡）

2023年
- 間諜教室（分鏡）
- 川越男子歌唱團（分鏡）

2024年
- 戰國妖狐 千魔混沌篇（分鏡）

### 電影動畫
1998年
- 藍色恐懼（演出）
- CLOVER（演出）

2002年
- 千年女優（演出）

2005年
- 機動戰士Z鋼彈：A New Translation -星之繼承者-（錄音室演出）
- 機動戰士Z鋼彈II：A New Translation -戀人們-（錄音室演出）

2006年
- 機動戰士Z鋼彈III：A New Translation -星之鼓動是愛-（錄音室演出）

2012年
- 烙印勇士 黃金時代篇I：霸王之卵（演出）

2016年
- 機動戰士鋼彈 雷霆宙域戰線 DECEMBER SKY（導演）

2017年
- 機動戰士鋼彈 雷霆宙域戰線 BANDIT FLOWER（導演）

2021年
- 機動戰士鋼彈：閃光的哈薩維（演出）

### OVA
1991年
- 羅德斯島戰記（演出助手）

1994年
- JoJo的奇妙冒險（演出助手）

2007年
- FREEDOM（演出）
- 死之少女（導演、分鏡）

2009年
- 機動戰士鋼彈戰記 Avant Title（導演、編劇、分鏡）

2010年
- 紅（導演、編劇、音響監督、分鏡、演出）
- 模型戰士鋼彈模型製作家 起始G（導演、分鏡、演出）

2013年
- 機動戰士鋼彈UC（分鏡（共同））

### 網路動畫
2006年
- 幕末機關說（分鏡）

2015年
- 機動戰士鋼彈 雷霆宙域戰線（導演、編劇[4]）

### 遊戲
- 青澀之戀（1998年，視覺演出、OP演出）

### 廣播劇CD
- 怪物王女「廢屋王女」（2009年，編劇）

## 外部連結
- （日語）—Dacapo採訪。
- ，存于 （日語）